# 皇子山陸上競技場
皇子山総合運動公園陸上競技場（おうじやまそうごううんどうこうえん りくじょうきょうぎじょう）は、滋賀県大津市の皇子山総合運動公園にある陸上競技場。球技場としても使用される。1964年開場。

## 沿革
1964年に大津市皇子山陸上競技場として開場。1965年からびわ湖毎日マラソンの発着点となった。その後大津市営皇子山陸上競技場と改名した。1979年に改築されて第一種公認陸上競技場として公認、皇子山総合運動公園陸上競技場となり昭和54年度全国高等学校総合体育大会の開閉会式、陸上競技会場に使用された。1980年に第28回全日本実業団対抗陸上競技選手権大会開催会場、1981年に第36回国民体育大会の開閉会式、陸上競技会場として使用された。
また近接の大津赤十字病院に搬送される重症者用の臨時ヘリポートとして活用される。施設は大津市が所有し、公益財団法人大津市公園緑地協会が指定管理者として運営管理を行っている。2013年7月から2014年1月までの間、改修工事が行われた。

## ラグビー・サッカー
ジャパンラグビートップリーグ、J2リーグの利用実績がある。ジャパンラグビートップリーグは2007年12月にトヨタ自動車ヴェルブリッツ対クボタスピアーズを行うなど、例年利用実績がある。全国高等学校ラグビーフットボール大会滋賀県大会の会場である。
サッカーはセレッソ大阪が2002年のJ2公式戦で使用し、ジャパンフットボールリーグでは京都パープルサンガは1995年に主催試合を開催した。日本フットボールリーグで、SAGAWA SHIGA FCは、2007年,2009年~2012年にホームゲームを開催した他、MIOびわこ滋賀も2009年~2011年、2014年とホームゲームを開催した。近年は、全国高等学校サッカー選手権大会滋賀県大会決勝の会場としている。

## 開催された主なイベント・大会
- びわ湖毎日マラソン (1965-1993, 1995-2021)
- 昭和54年度全国高等学校総合体育大会 (1979)
- 第28回全日本実業団対抗陸上競技選手権大会 (1980)
- 第36回国民体育大会 (1981)
- ジャパンラグビートップリーグ公式戦
- 日本プロサッカーリーグ公式戦
- 日本フットボールリーグ公式戦
- 全国高等学校サッカー選手権大会滋賀県大会

## 施設概要
- 日本陸上競技連盟第2種公認
- レーン数：400m×8レーン
- 収容人員：12,000人
- 室内練習場有
- 照明設備無し
- 付帯施設：多目的運動広場[14]　陸上用トラック5レーン（クレイ）・長さ120m・幅5m、軟式野球・ソフトボール4面、サッカー・ラグビー2面あり

## 周辺施設
- 皇子山球場
- 大津市役所

## ギャラリー

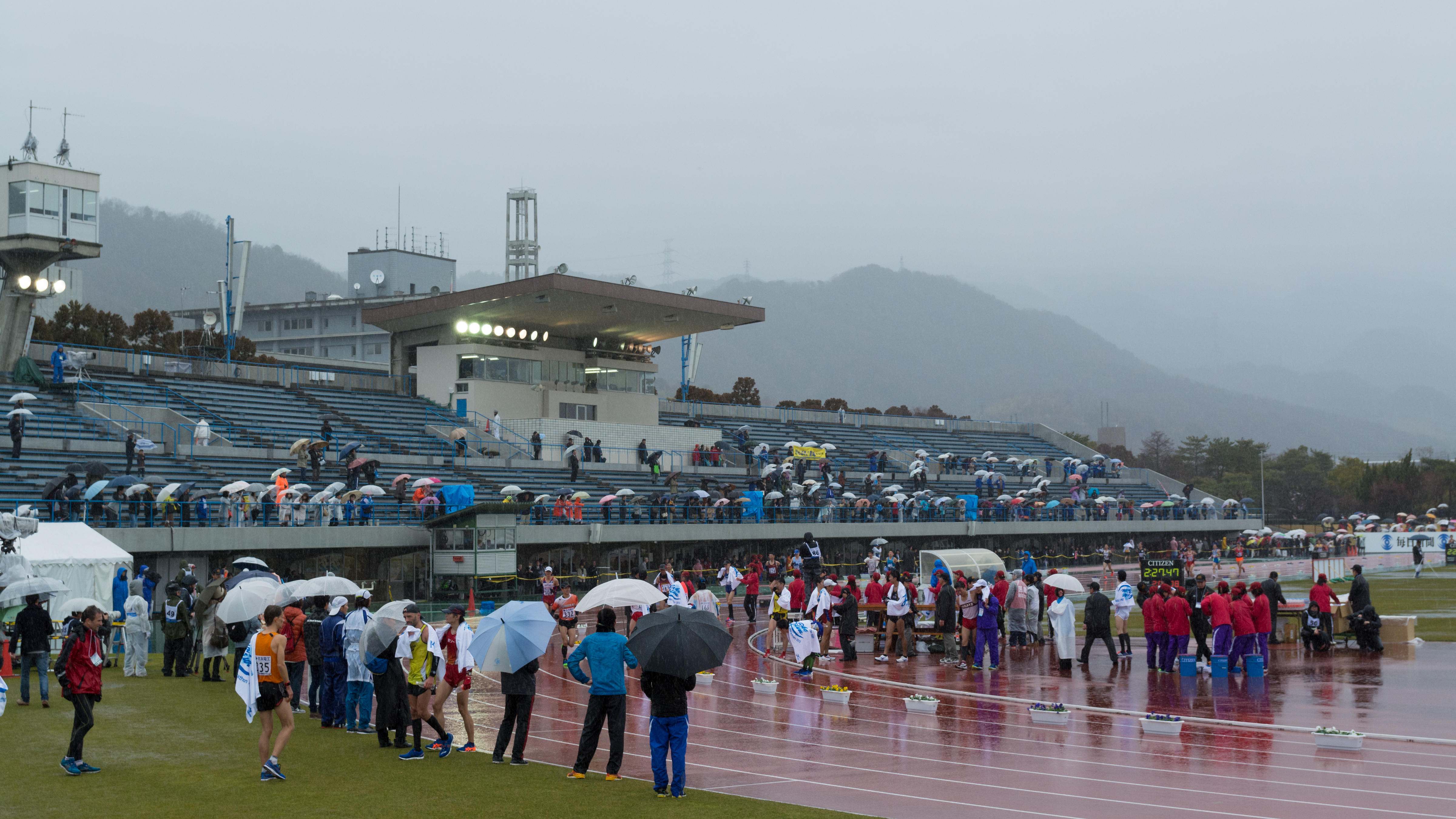
メインスタンド
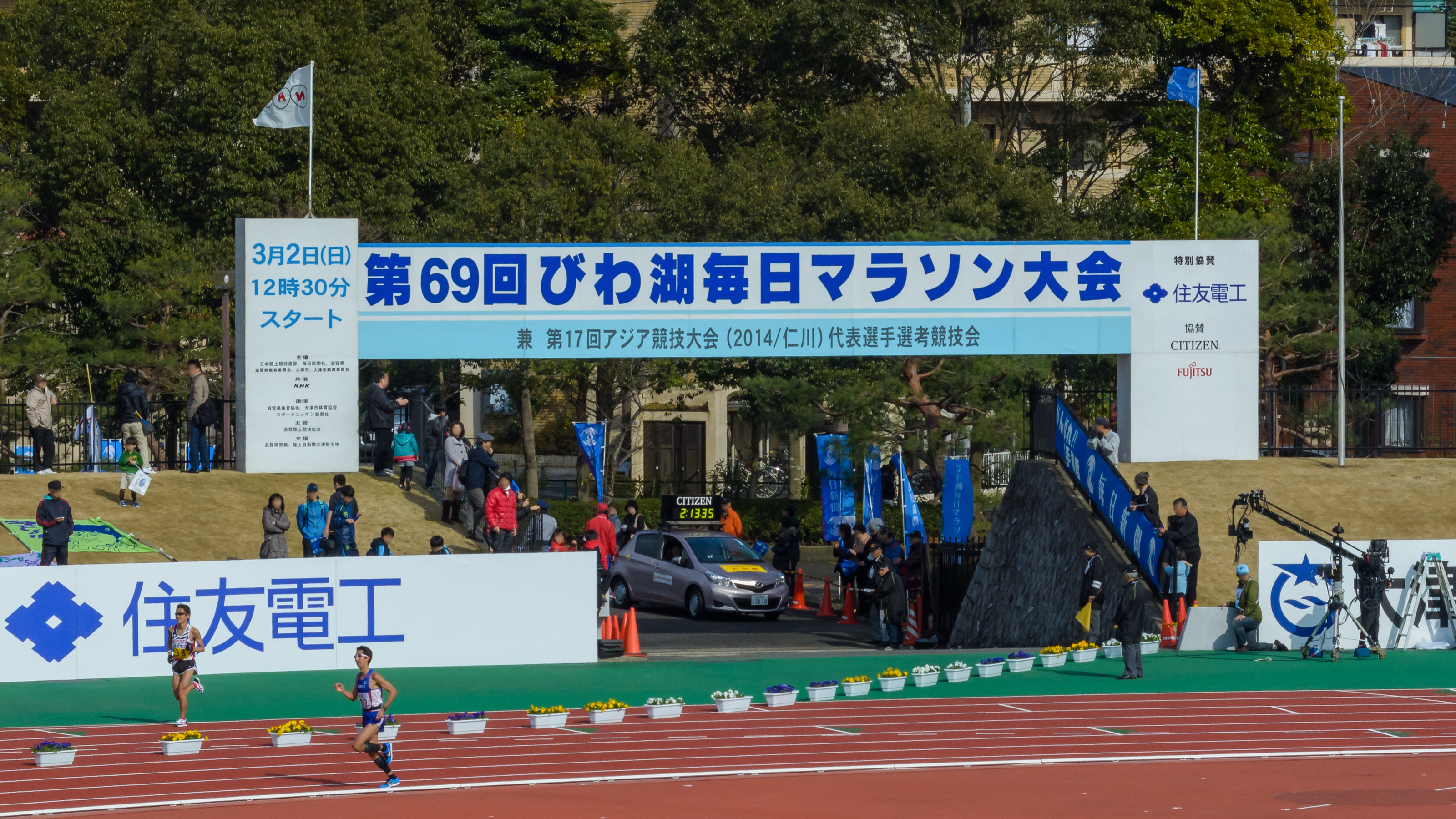
びわ湖毎日マラソンのメインゲート